# Rida Laraki
Pour les articles homonymes, voir Laraki (homonymie).
Rida Laraki est un chercheur, professeur et ingénieur dans les domaines de la théorie des jeux, du choix social, de l’économie théorique, de l'optimisation, de l'apprentissage, et de la recherche opérationnelle.

## Parcours
Né en 1974, Rida Laraki effectue sa scolarité au Maroc et  passe son baccalauréat en 1992. Après un passage en classes préparatoires, au lycée Mohammed V, il intègre l’École Polytechnique à Paris (X93). Il représente également le Maroc aux Olympiades internationales de mathématiques à Moscou en 1992 et à Istanbul en 1993. Il obtient son diplôme d’ingénieur à Polytechnique en 1996. Quatre ans après, en 2000, il décroche un doctorat en mathématiques de l’Université Pierre et Marie Curie.
Il intègre le CNRS en 2001 et est chargé de cours à Polytechnique une dizaine d’années.  Il prend le poste de professeur chargé de cours à l’École polytechnique en 2006. Il est depuis 2013 directeur de recherche en informatique au Laboratoire d'analyse et modélisation de systèmes pour l'aide à la décision (LAMSADE) du CNRS, et professeur honoraire à l'université de Liverpool en 2017.
Il est surtout connu pour avoir conçu une méthode de décision collective, appelé le jugement majoritaire,  en 2007, avec un autre chercheur du CNRS, Michel Balinski,.
Il publie en 2011, toujours avec Michel Balinski, un livre chez MIT Press présentant ce nouveau mode de scrutin,. Il rédige également aux éditions Springer en 2019 un ouvrage sur la théorie des jeux.

## Jugement majoritaire
Le jugement majoritaire mis au point par Rida Laraki et Michel Balinski est un mode de scrutin basé sur le vote par valeurs, ou mention (très bien, passable, à rejeter…) obtenant finalement une « mention majoritaire ». Il se distingue par la détermination du gagnant par la médiane plutôt que la moyenne. Ce mode de scrutin évite les biais du scrutin majoritaire, plus exclusif, comme le recours au «vote utile», rend possible l'introduction de nouvelles alternatives ou candidats, permet de mesurer plus précisément le degré d’adhésion de l’ensemble des citoyens à un candidat, et semble de nature à favoriser la participation au scrutin. Il peut s'appliquer à des votes politiques mais aussi par exemple à des classements de vin. Il permet de s'exprimer sur tous les choix,,.